# Estadio Olímpico de Susa
El Stade Olympique de Sousse (árabe: الملعب الأولمبي بسوسة) es un estadio de usos múltiples ubicado en la ciudad de Sousse, Túnez. El estadio fue inaugurado en 1973 y es utilizado por el club Étoile du Sahel de la Liga Profesional de fútbol, actualmente posee una capacidad para 28 000 personas.
En 1977 fue una de las sedes de la Copa Mundial de Fútbol Juvenil, torneo en que albergó los 6 partidos del Grupo C. En 1993 aumento su capacidad de 15 000 a 21 000 espectadores para ser una de las sedes de la Copa Africana de Naciones 1994 y en 2004 alcanzaría su capacidad actual de 28 000 espectadores para la Copa Africana de Naciones 2004.